# Клишин, Виктор
Виктор Клишин (узб. Viktor Klishin; 15 декабря 1982 года; Ташкент, Узбекская ССР, СССР) — узбекский футболист, Нападающий.

## Карьера
Начал профессиональную карьеру в 2000 году в составе «Дустлика». В 2003 году в качестве аренды перешёл в латвийскую «Ригу» и выступив за рижан один сезон, сыграл 10 матчей и забил два гола. В начале 2004 года вернулся в Узбекистан и перешёл в наманганский «Навбахор» и выступив за этот клуб один сезон перешёл в ташкентский «Локомотив».
В начале 2006 года подписал контракт с мубарекским «Машъалем» и выступал за «газовиков» до конца 2008 года. За это время он сыграл 78 матчей и забил 23 гола. Во время выступления Клишина в «Мащъале», его вызвали в национальную сборную Узбекистана и в 2007 году Клишин сыграл два матча за сборную Узбекистана. В 2009 и 2010 года Клишин выступал за «Андижан» и «Шуртан».
В начале 2011 года перешёл в самаркандское «Динамо» и за один мезон проведённого в смаркандском клубе, Клишин сыграл в 16 матчах и забил один гол. В 2012 и 2013 годах выступал за «Шуртан» и «Машъал» соответственно. С 2014 года является игроком гузарского «Шуртана».

## Достижения
«Дустлик»
- Чемпион Узбекистана: 2000
- Обладатель Кубка Узбекистана: 2000

«Навбахор»
- Бронзовый призёр чемпионата Узбекистана: 2004

«Машъал»
- Бронзовый призёр чемпионата Узбекистана: 2007

«Шуртан»
- Чемпион первой лиги: 2014